# Morawska Ostrawa
Morawska Ostrawa (cz. Moravská Ostrava, niem. Mährisch Ostrau) – jedna z 37 części miasta statutarnego Ostrawy, stolicy kraju morawsko-śląskiego, we wschodnich Czechach, tworzy część obwodu miejskiego Moravská Ostrava a Přívoz w morawskiej części miasta, stanowiąc jego ścisłe centrum. Jest to także jedna z 39 gmin katastralnych o powierzchni 763,8442 ha. Populacja w 2001 wynosiła 38737 osób, zaś w 2012 odnotowano 2141 adresów.

## Demografia[2]
| Rok             | 1869 | 1880  | 1890  | 1900  | 1910  | 1921  | 1930  | 1950  | 1961  | 1970  | 1980  | 1991  | 2001  |
| --------------- | ---- | ----- | ----- | ----- | ----- | ----- | ----- | ----- | ----- | ----- | ----- | ----- | ----- |
| Liczba ludności | 6881 | 13448 | 19243 | 30116 | 36754 | 41765 | 45885 | 47189 | 46388 | 42827 | 44636 | 42099 | 38737 |

## Historia
Akt lokacyjny miasta nie zachował się, a pierwsza pisemna wzmianka pochodzi z 1279, mówiąca o spotkaniu praskiego biskupa Tobiasza z Bechyně z biskupem ołomunieckim Brunonem z Schauenburga mającym mieć miejsce w biskupim mieście Ostrawie leżącym za opawską prowincją. Historycy domniemają, że prawa miejskie udzielono Ostrawie pomiędzy 1268 a 1278. Postępująca kolonizacja miasta odznaczyła się rosnącą liczbą rodzin niemieckich, która stopniowo zmieniał czysto słowiański charakter miasta.
W 1297 po raz pierwszy wzmiankowano tutejszy kościół pw. św. Wacława, a w 1389 wzmiankowano istnienie miejskiej parafii. Z 1380 roku pochodzi pierwsza wzmianka o dwóch oddzielnych Ostrawach. Obecna Śląska Ostrawa nazywała się wówczas Wendyjską (Słowiańska), naprzeciw niej Morawską Ostrawę oznaczono jako Niemiecką pod koniec XV wieku, pomimo iż właśnie wówczas w mieście zaczęła wyraźniej zaznaczać swoją obecność społeczność czeska.
Po wojnach husyckich Ostrawa należała definitywnie do państwa hukwaldzkiego (od 1437 do 1848).

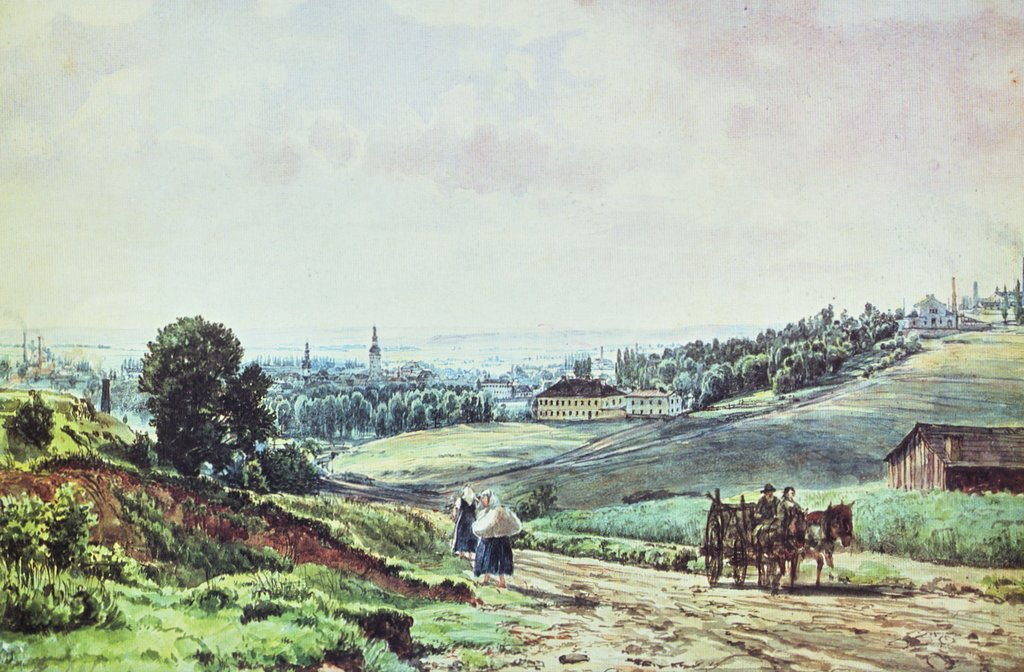
Morawska Ostrawa w 1855

Pierwsze wzmianki o wydobyciu węgla pochodzą z 1753. Rewolucja przemysłowa odmieniła charakter miasta, z małego feudalnego miasta stała się ośrodkiem przemysłu ciężkiego i Zagłębia Ostrawsko-Karwińskiego. Do 1848 węgiel wydobywano głównie w Polskiej Ostrawie, Morawskiej Ostrawie, Gruszowie i Michałkowicach. W pozostałych miejscowościach febrowano po 1849. Inwestorami byli Wilczkowie, arcybiskupi ołomunieccy, państwo austriackie, Josef Zwierzina, Salomon Mayer Rothschild. Sami Rothschildowie mieli w latach 80. XIX wieku pod kontrolą połowę całkowitego wydobycia węgla ostrawskiego. Powstawały również inne zakłady przemysłowe. W latach 1880 do 1918 Ostrawa stała się najważniejszym ośrodkiem przemysłowym Austro-Węgier. W 1900 roku usamodzielnił się powiat Morawska Ostrawa.
16 lipca 1889 arcybiskup ołomuniecki Theodor Kohn poświęcił kościół pw. Bożego Zbawiciela, jednak kościołem parafialnym został dopiero w 1927, natomiast kościół św. Wacława filialnym.
Po powstaniu państwa czechosłowackiego powstała idea stworzenia Wielkiej Ostrawy. Projekt z 1919 przewidywał połączenie 15 gmin: Morawska Ostrawa, Przywóz, Witkowice, Mariánské Hory, Zábřeh nad Odrou, Nová Ves, Hrabůvka, Svinov, Kunčice nad Ostravicí, Malé Kunčice, Polska Ostrawa, Muglinov, Gruszów, Radwanice i Michałkowice. Po szeregu wydanych ustaw i rozwiązaniu szeregu punktów spornych o przynależność nowego tworu administracyjnego do Moraw lub Śląska projekt odchudzono tylko do 7 morawskich gmin: Morawskiej Ostrawy, Przywozu, Witkowic, Mariánskich Hor, Zábřehu nad Odrou, Novej Vsi i Hrabůvky, które miały zostać połączone w jedno miasto o nazwie Morawska Ostrawa. Nowa ustawa weszła w życie 1 stycznia 1924. Pierwszym komisarzem został Jan Prokeš. Komisja administracyjna składała się z 31 Czechów, 9 Niemców i 2 Żydów. Nowe miasto miało 4029 hektarów i 113 709 mieszkańców. W sąsiedniej Śląskiej Ostrawy powstał konkurencyjny projekt przyłączenia do niej Hruszowa, Muglinowa, Michałkowic i Radwanic, jednak nie zgodziły się na to Radwanice i Muglinów.
Po zajęciu Czechosłowacji przez wojska niemieckie doszło do zrealizowania pierwotnego planu Wielkiej Ostrawy. W 1941 do Morawskiej Ostrawy przyłączono Śląską Ostrawę, Hruszów, Kończyce Wielkie, Kończyce Małe, Michałkowice, Muglinów i Radwanice z powiatu frydeckiego, oraz Hrabovą, Novą Bělę, Starą Bělę i Výškovice z powiatu morawskoostrawskiego. Po drugiej wojnie światowej wiele z tych miejscowości usamodzielniło się pewien czas.

## Sport
Swoją siedzibę miał tu klub piłkarski Legia Morawska Ostrawa.